# Karta Stałego Pobytu Stanów Zjednoczonych

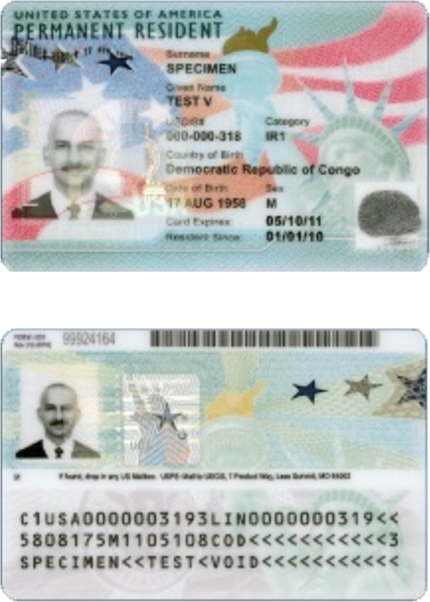
Wzór karty stałego pobytu Stanów Zjednoczonych (2017)

Karta Stałego Pobytu Stanów Zjednoczonych (ang. United States Permanent Resident Card) – popularnie znana jako zielona karta (ang. Green Card). Jest dokumentem, który uprawnia do przebywania, mieszkania oraz podjęcia pracy na terytorium Stanów Zjednoczonych. Jest kartą identyfikacyjną rezydenta USA, nieposiadającego obywatelstwa tego kraju. Uprawnia też do przekroczenia granicy z Kanadą bez posiadania wizy kanadyjskiej.

## Uzyskiwanie zielonej karty
Aby uzyskać kartę stałego pobytu USA, należy uprzednio mieć wklejoną do paszportu wizę imigracyjną (to tylko jedna z możliwości). Przy wjeździe na teren USA urzędnik (w przypadku pozwolenia wjazdu do USA) wbija pieczęć na wizie imigracyjnej oznaczającą tymczasową kartę pobytu ważną przez okres 12 miesięcy. W tym czasie rezydent otrzyma plastikową kartę ważną na okres 2 lat. Po tym czasie następuje wywiad, który zadecyduje o tym, czy karta zostanie przedłużona na okres 10 lat. W tym wypadku wizę dostaje się z małżeństwa. W innych wypadkach (np. w loterii DV) nie ma okresu próbnego – zielona karta od początku jest ważna przez 10 lat.

## Wady
W przypadku osób chcących czasowo pracować w USA, istnieje możliwość zatrudnienia i uzyskania legalnej wizy na podstawie odrębnych przepisów. Jest to łatwiejsze niż uzyskanie karty stałego pobytu, która zazwyczaj przyznawana jest w wyniku wygranej w loterii czy małżeństwa z obywatelem USA.
Z drugiej zaś strony samo posiadanie karty wiąże i pozbawia wielu praw jej posiadacza – m.in. zakazuje wyjazdów dłuższych niż rok (poza szczególnymi przypadkami), nakłada też obowiązek meldunkowy, poborowy (informacyjny – obowiązkowy pobór został zniesiony w USA) czy też płacenia podatków. M.in. dotyczy to także wszelkich inwestycji na giełdach zagranicznych czy transferu dużych sum pieniężnych, gdzie obostrzenia dotyczące obywateli USA dotyczą także posiadaczy karty stałego pobytu.
Sama karta stałego pobytu jest zatem skierowana, przede wszystkim do osób chcących uzyskać stałe obywatelstwo amerykańskie, a niebędących w stanie otrzymać go w inny sposób. Jednocześnie nakłada znacznie większe wymagania niż na obywateli USA (czy też państw posiadających odpowiednie umowy jak np. Kanady), pozbawiając posiadacza karty części praw obywatelskich (jak prawa do swobodnego przemieszczania się na świecie).

## Utrata zielonej karty
Status Stałego Rezydenta Stanów Zjednoczonych można utracić za przestępstwa imigracyjne, jak i wszystkie inne, oraz za przebywanie poza granicami Stanów Zjednoczonych dłużej niż jeden rok. Jeśli rezydent ma powód, żeby zostać poza granicą dłużej niż jeden rok, powinien ubiegać się o re-entry permit (tzw. Biały Paszport). Jeśli Rezydent nie planuje pobytu dłuższego niż jeden rok, a mimo to będzie przebywał dłużej za granicą, może starać się o Status Powracającego Rezydenta. Musi wtedy dowieść, że posiadał prawo mieszkania i pracy w USA i nie planował dłuższego przebywania za granicą USA niż jeden rok, ale okoliczności zmusiły go do pozostania za granicą (np. problemy zdrowotne niepozwalające chwilowo na podróż).

## Rezydenci
Rezydent USA ma swoje prawa i obowiązki
Stali rezydenci mają prawo:
1. Mieszkać i pracować na stałe w dowolnym miejscu USA
2. Złożyć wniosek o obywatelstwo USA po nabyciu odpowiednich uprawnień.
3. Uzyskać świadczenia Social Security, Supplemental Security Income(inne języki) i Medicare, jeżeli się do nich kwalifikują.
4. Posiadać majątek na terenie USA.
5. Starać się o prawo jazdy w danym stanie lub terytorium.
6. Wyjeżdżać i powracać do USA na określonych zasadach.
7. Uczęszczać do szkoły publicznej lub na uniwersytet.
8. Wstępować do niektórych formacji Sił Zbrojnych USA.
9. Kupować i posiadać broń palną, pod warunkiem iż nie istnieją żadne ograniczenia stanowe lub lokalne, które by tego zakazywały.

Stali rezydenci mają obowiązek:
1. Przestrzegać wszystkich praw federalnych, stanowych i lokalnych.
2. Płacić podatki dochodowe federalne, stanowe i lokalne.
3. Zarejestrować się w Komisji Poborowej (Selective Service – U.S. Armed Forces(inne języki)); dotyczy to mężczyzn w wieku 18–26 lat.
4. Utrzymywać status imigracyjny
5. Stale nosić przy sobie dowód statusu stałego rezydenta
6. Powiadomić Departament Bezpieczeństwa Narodowego (DHS) o każdorazowej zmianie adresu w ciągu 10 dni od przeprowadzki.